# Mirco Müller (Eishockeyspieler)
Mirco Müller (* 21. März 1995 in Winterthur) ist ein Schweizer Eishockeyspieler, der seit Mai 2021 beim HC Lugano aus der National League unter Vertrag steht und für diese auf der Position des Verteidigers spielt. Seine jüngere Schwester Alina Müller ist ebenfalls Eishockeyspielerin und gehört zum Kader der Schweizer Frauennationalmannschaft.

## Karriere
Nach seiner Jugendzeit bei seinem Heimatverein, dem EHC Winterthur, spielte Müller zwischen 2010 und 2012 für diverse Mannschaften der Kloten Flyers, darunter sieben Partien in der Saison 2011/12 der National League A. Beim CHL Import Draft 2012 wurde Müller an elfter Stelle von den Everett Silvertips gewählt, bei denen er in seiner ersten Saison in der Western Hockey League mit 31 Scorerpunkten zweitbester Verteidiger seines Teams war. Im Anschluss an die Spielzeit nahm er am CHL Top Prospects Game teil.
Beim NHL Entry Draft 2013 wurde er von den San Jose Sharks an 18. Stelle ausgewählt und im September gleichen Jahres mit einem Dreijahresvertrag ausgestattet. Nachdem er im Januar 2014 den Sprung in das AHL-Farmteam, die Worcester Sharks, geschafft hatte, gehört er seit seinem neunten NHL-Spiel zum Kader der San Jose Sharks. Bis zum Saisonende stand er 39 Mal für die Sharks auf dem Eis, allerdings verlor er seinen Stammplatz während der Vorbereitung auf die Saison 2015/16 wieder, sodass er an das neue Farmteam, die San Jose Barracuda, abgegeben wurde. Dort verbrachte der Schweizer auch den Großteil der Saison 2016/17, ehe er Mitte Juni 2017 gemeinsam mit einem Fünftrunden-Wahlrecht im NHL Entry Draft 2017 im Tausch für ein Zweit- und Viertrunden-Wahlrecht desselben Drafts an die New Jersey Devils abgegeben. Am 22. Juli 2019 unterzeichnete Müller einen mit 1,4 Millionen US-Dollar dotierten Einjahresvertrag für die Saison 2019/20 bei den New Jersey Devils und blieb dem Franchise aus Newark somit eine weitere Spielzeit erhalten. Dieser wurde anschliessend nicht verlängert, sodass er sich ab Oktober 2020 als Free Agent auf der Suche nach einem neuen Arbeitgeber befand. Erst im Februar 2021 wurde er vom schwedischen Erstligisten Leksands IF unter Vertrag genommen, bei dem er die Saison 2020/21 zu Ende spielte. Im Mai 2021 erhielt Müller eines Sechsjahresvertrag beim HC Lugano.

### International
Im Juniorenbereich stand Müller bei zahlreichen Turnieren für die Schweizer Nachwuchsnationalmannschaften auf dem Eis. So bestritt er das Eishockeyturnier des Europäischen Olympischen Winter-Jugendfestivals 2011, bei dem er die Bronzemedaille gewann, sowie das Ivan Hlinka Memorial Tournament 2011, die U18-Junioren-Weltmeisterschaft 2013 und die U20-Junioren-Weltmeisterschaften in den Jahren 2013, 2014 und 2015.
Für die A-Nationalmannschaft debütierte der Verteidiger im Rahmen der Weltmeisterschaft 2018, bei der die Eidgenossen die Silbermedaille gewannen. In zehn Turnierspielen steuerte er sechs Scorerpunkte bei. Weitere Einsätze sammelte der Verteidiger bei der Weltmeisterschaft 2021 und den Olympischen Winterspielen 2022 in Peking.

## Erfolge und Auszeichnungen
- 2011 Bronzemedaille beim Europäischen Olympischen Winter-Jugendfestival
- 2013 Teilnahme am CHL Top Prospects Game
- 2018 Silbermedaille bei der Weltmeisterschaft

## Karrierestatistik
Stand: Ende der Saison 2024/25

### International
Vertrat die Schweiz bei:
| - Europäisches Olympisches Winter-Jugendfestival 2011 - Ivan Hlinka Memorial Tournament 2011 - U20-Junioren-Weltmeisterschaft 2013 - U18-Junioren-Weltmeisterschaft 2013 - U20-Junioren-Weltmeisterschaft 2014 | - U20-Junioren-Weltmeisterschaft 2015 - Weltmeisterschaft 2018 - Weltmeisterschaft 2021 - Olympischen Winterspielen 2022 |

(Legende zur Spielerstatistik: Sp oder GP = absolvierte Spiele; T oder G = erzielte Tore; V oder A = erzielte Assists; Pkt oder Pts = erzielte Scorerpunkte; SM oder PIM = erhaltene Strafminuten; +/− = Plus/Minus-Bilanz; PP = erzielte Überzahltore; SH = erzielte Unterzahltore; GW = erzielte Siegtore; 1 Play-downs/Relegation; Kursiv: Statistik nicht vollständig)